# Акатовско језеро
Акатовско језеро (рус. Акатовское озеро) јеуеро је на југ Демидовског рејона Смоленске области, у европском делу Руске Федерације. Повезано је са басеном реке Каспље.
Површина језерске акваторије је 6,55 км², а површина басена 142 км². Његово дно је доста равно са максималном дубином од 10 метара.
Северне, источне и југоисточне обале су доста високе и обрасле су шумском вегетацијом, док су југозападне обале ниске и замочварене. Језеро и подручје око њега је проглашено за парк природе.